# TON 618
TON 618(영어: Tonantzintla 618)은 머리털자리와 사냥개자리의 경계 근처에 위치한 퀘이사이다. 지구와의 거리는 약 182억 광년이다.

## 관측
TON 618은 1957년에서 1963년까지 블랙홀로 인식되지 않았기 때문에 은하 원반에서 떨어져 있는 희미한 백색왜성으로 알려져 있었다. 멕시코의 토난친틀라 천문대에서 0.7m 슈미트-카세그레인식 망원경으로 찍은 사진 건판에는 보라색으로 나타나 멕시코의 천문학자 브라울리오 이리아르테와 엔리케 차비라가 토난친틀라 카탈로그에 618번이라는 이름으로 등재했다.
1970년 이탈리아 볼로냐에서 라디오 스펙트럼 분석을 한 결과 TON 618이 퀘이사임을 나타내는 라디오 스펙트럼을 발견했다.  마리 헬레네 울리치는 맥도날드 천문대에서 퀘이사가 내뿜는 전형적인 방출선을 보여주는 TON 618의 광학 스펙트럼을 발견했다. 높은 적색편이를 보고 울리치는 TON 618이 매우 멀리 떨어져 있는 것을 알아냈고, 발견된 가장 밝은 퀘이사 중 하나라고 추측했다.

## 초대질량 블랙홀
TON 618은 은하의 중심부에 위치한 활동 은하핵이자, 강착원반에서 가열된 가스와 물질을 섭취하는 초대질량 블랙홀이다. 이 블랙홀에서 나오는 빛은 108억 년 전의 것으로 추정된다.

## 영향
지구에서는 주변 은하들의 빛에 가려 볼 수 없다. 절대등급은 -30.7이고 광도는 4×10 40 와트, 또는 140조 태양 광도이며 발견된 우주에서 가장 밝은 물체 중 하나이다.

## 스펙트럼
다른 퀘이사와 마찬가지로 TON 618은 강착 원반보다 광대역 영역의 차가운 가스에서 나오는 방출선을 포함하는 스펙트럼을 가지고 있다. 광대역 영역의 크기는 퀘이사를 비추는 퀘이사 방사선의 밝기로 계산할 수 있다.

## 스펙트럼 방출선의 넓이
TON 618 스펙트럼 방출선은 비정상적으로 넓은 것으로 밝혀졌으며 이는 가스가 퀘이사 주변을 매우 빠르게 돌고 있음을 나타낸다. TON 618의 Hβ선을 측정하여 물질이 10,500km/s 속도로 떨어지는 것을 알아냈으며 이는 매우 강한 중력을 의미한다.

## 같이 보기
- 질량 순 블랙홀 목록
- 퀘이사